# Anthony Trollope
Anthony Trollope (/ˈtrɒləp/; Londres, 24 d'abril de 1815 – 6 de desembre de 1882) fou un dels novel·listes més exitosos, prolífics i respectats de l'època victoriana. Entre les seves principals obres destaca la seva sèrie de novel·les coneguda com a Chronicles of Barsetshire, saga literària que es desenvolupa en l'imaginari país de Barsetshire. També va escriure novel·les centrades en temàtica política, social i de gènere, entre d'altres.
La reputació literària de Trollope va decaure en els darrers anys de la seva vida, però va recuperar el favor dels crítics a partir de mitjans del segle xx.

## Obra
| Novel·les individuals - The Macdermots of Ballycloran (1847) - The Kellys and the O'Kellys (1848) - La Vendée: An Historical Romance (1850) - The Three Clerks (1858) - The Bertrams (1859) - Castle Richmond (1860) - Orley Farm (1862) - The Struggles of Brown, Jones & Robinson (1862) - Rachel Ray (1863) - Miss Mackenzie (1865) - The Belton Estate (1866) - The Claverings (1867) - Nina Balatka (1867) - Linda Tressel (1868) - He Knew He Was Right (1869) - The Vicar of Bullhampton (1870) - Sir Harry Hotspur of Humblethwaite (1871) - Ralph the Heir (1871) - The Golden Lion of Granpère (1872) - Harry Heathcote of Gangoil (1874) - Lady Anna (1874) - The Way We Live Now (1875) - The American Senator (1877) - Is He Popenjoy? (1878) - John Caldigate (1879) - An Eye for an Eye (1879) - Cousin Henry (1879) - Ayala's Angel (1881) - Doctor Wortle's School (1881) - The Fixed Period (1882) - Kept in the Dark (1882) - Marion Fay (1882) - Mr. Scarborough's Family (1883) - The Landleaguers (1883) - An Old Man's Love (1884) Chronicles of Barsetshire - The Warden (1855) - Barchester Towers (1857) - Doctor Thorne (1858) - Framley Parsonage (1861) - The Small House at Allington (1864) - The Last Chronicle of Barset (1867) | Novel·les Palliser - Can You Forgive Her? (1865) - Phineas Finn (1869) - The Eustace Diamonds (1873) - Phineas Redux (1874) - The Prime Minister (1876) - The Duke's Children (1880) Relats breus - Tales of All Countries – 1a sèrie (1861) - Tales of All Countries – 2a sèrie (1863) - "Gentle Euphemia" (1866) - "Katchen's Caprices" (1866) - Lotta Schmidt & Other Stories (1867) - An Editor's Tales (1870) - "Christmas at Kirkby Cottage" (1870) - "Never, Never -- Never, Never" (1875) - "Catherine Carmichael" (1878) - Why Frau Frohmann Raised Her Prices and other Stories (1882) - The Two Heroines of Plumpington (1882) - "Not If I Know It" No-ficció - The West Indies and the Spanish Main (1859) - North America (1862) - Hunting Sketches (1865) - Travelling Sketches (1866) - Clergymen of the Church of England (1866) - On English Prose Fiction as a Rational Amusement (1869) - The Commentaries of Caesar (1870) - Australia and New Zealand (1873) - New South Wales & Queensland (1874) - South Africa (1878) - How the 'Mastiffs' Went to Iceland (1878) - Iceland (1878) - Thackeray (1879) - Life of Cicero (1880) - Lord Palmerston (1882) - An Autobiography (1883) - London Tradesmen (1927) - The New Zealander (1927) Teatre - Did He Steal It? (1869) - The Noble Jilt (1923) |

### Articles
- "The Irish Church", Fortnightly Review, Vol. II, 1865, pàgs. 82–90.[3]
- "Public Schools", Fortnightly Review, Vol. II, 1865, pàgs. 476–87.[4]
- "The Civil Service", Fortnightly Review, Vol. II, 1865, pàgs. 613–26.[5]

### Cartes
- The Letters of Anthony Trollope, ed. per B. A. Booth (1951)
- The Letters of Anthony Trollope, ed. per N. John Hall (1983)